# Carpathonesticus simoni
Carpathonesticus simoni är en spindelart som först beskrevs av Fage 1931.  Carpathonesticus simoni ingår i släktet Carpathonesticus och familjen grottspindlar.
Artens utbredningsområde är Rumänien. Inga underarter finns listade.